# Hypsiscopus
Hypsiscopus is een geslacht van slangen uit de familie waterdrogadders (Homalopsidae).

## Naam en indeling
De wetenschappelijke naam van de groep werd voor het eerst voorgesteld door Leopold Fitzinger in 1843. Er zijn twee soorten, de slangen werden tot 2014 aan het geslacht Enhydris toegekend, zodat in de literatuur vaak de verouderde naam wordt vermeld.

## Verspreiding en habitat
De soorten komen voor in delen van Azië en leven in de landen India, Myanmar, Cambodja, Indonesië, Laos, Maleisië, China, Taiwan, Thailand en Vietnam. De habitat bestaat uit verschillende typen draslanden. Ook in door de mens aangepaste streken zoals vijvers, kwekerijen en kanalen kunnen de dieren worden aangetroffen.

## Beschermingsstatus
Door de internationale natuurbeschermingsorganisatie IUCN is aan beide soorten een beschermingsstatus toegewezen. Een soort wordt gezien als 'veilig' (Least Concern of LC) en een soort als 'onzeker' (Data Deficient of DD).

## Soorten
Het geslacht omvat de volgende soorten, met de auteur en het verspreidingsgebied.
| Naam                    | Auteur          | Verspreidingsgebied                                                                           | Beschermingsstatus |
| ----------------------- | --------------- | --------------------------------------------------------------------------------------------- | ------------------ |
| Hypsiscopus matannensis | Boulenger, 1897 | Indonesië                                                                                     |                    |
| Hypsiscopus plumbea     | Boie, 1827      | India, Myanmar, Cambodja, Indonesië, Laos, Maleisië, China, Taiwan, Taiwan, Thailand, Vietnam |                    |